# Poesia cantada

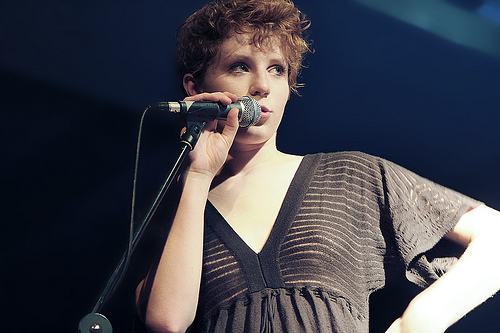
Alina Orlova em um concerto.

A poesia cantada (no original: Poezja śpiewana) é um gênero musical amplo e impreciso difundido nos países da Europa, como na Polônia e nos Estados bálticos. Este gênero é utilizado para descrever as canções que consistem de um poema (a maioria das vezes uma balada) e música escrita especialmente para este texto. As composições geralmente apresentam uma melodia delicada e fundo musical escasso, muitas vezes usando-se um violão ou piano. Alguns artistas da poesia cantada são cantores e compositores, outros usam poemas publicados conhecidos, ou colaboram com escritores contemporâneos.
A poesia cantada possui muito em comum com o Bardo (cantor-compositor) na antiga União Soviética, porém ainda difere dele duma forma significativa: artistas de poesia cantada muitas vezes não compõem as letras. As formas comuns de expressão são apresentações públicas individuais e coletivas, festivais de poesia cantada, publicação de registros on-line e lançamento de álbuns musicais.

## Artistas notáveis
Artistas destacados da poesia cantada de acordo com sua nacionalidade.

### Lituânia
- Alina Orlova
- Vytautas Kernagis
- Saulius Mykolaitis
- Nojus
- Romas Lileikis
- Vytautas Babravičius
- "Keistuolių Teatras"

### Polônia
- Przemysław Gintrowski
- Michał Bajor
- Stan Borys
- Ewa Demarczyk
- Elżbieta Wojnowska
- Edyta Geppert
- Marek Grechuta
- Jacek Kaczmarski
- Czesław Niemen
- Renata Przemyk
- Edward Stachura
- Grzegorz Turnau
- Ilona Sojda
- Jacek Różański
- Antonina Krzysztoń
- Dominika Świątek
- Maciej Zembaty
- "Stare Dobre Małżeństwo"
- "Czerwony Tulipan"